# Ukrajinský národní výbor
Ukrajinský národní výbor (ukrajinsky Український національний комітет) byl politický orgán vytvořený dne 12. března (12. ledna) 1945 ve Výmaru za podpory úřadů Třetí říše a jimi uznaný jako jediný právní zástupce Ukrajiny a ukrajinského lidu. Předsedou výboru byl zvolen Pavlo Šandruk. Výbor převzal velení Ukrajinské národní armády. 

## Vznik a vývoj
Po napadení SSSR se členové OUN pod vedením Stěpana Bandery zapojili na straně wehrmachtu do boje proti Rudé armádě.  Dne 30. června 1941 vstoupili do sověty vyklizeného Lvova vojáci praporu Nachtingal. Večer téhož dne byla slavnostně vyhlášena nezávislá Ukrajina. Banderovci také dne 6. července 1941 ustavili Ukrajinskou národní radu. Tento pokus o samostatnou vládu Ukrajiny byl německými úřady zakázán a jeho členové byli pozatýkáni německými bezpečnostními silami. Tím také skončil pokus o ustavení UNV v roce 1941. Bandera odjel vyjednávat do Berlína, ale jeho pokus byl neúspěšný. 15. září 1941 byl zatčen a uvězněn v koncentračním táboře Sachsenhausen. Na okupované Ukrajině byl ustaven říšský komisariát. 
Během bojů na východní frontě sloužila Ukrajina jako hospodářský zdroj pro německé válečné úsilí a její zdroje byly získávány všemi možnými prostředky. Koncepce Alfreda Rosenberga o vytvoření nárazníkových států mezi Německem a poraženým Sovětským svazem nebyla přijata za oficiální říšskou politiku. Veškeré plány Rosenbergova ministerstva tak zůstávaly na papíře a nebyly nijak uplatňovány. 
Postoj německého politického vedení byl změněn válečnými okolnostmi zejména po operaci Bagration v roce 1944. Heinrich Himmler prosazoval myšlenku sjednocení všech východních kolaboračních sil pod hlavičkou KONR. V roce 1944 byli vůdcové OUN propuštěni z koncentračních táborů a byly zvažovány potenciální osobnosti, které budou Němci postaveny do čela. Německé úřady vedly řadu jednání s představiteli ukrajinského hnutí odporu, a to zejména s Banderou, Melnykem a Skoropadskym. Melnyk, i když představoval nejslabší frakci, tak odmítl spolupráci, u Bandery byly obavy z jeho protiněmeckých postojů a hejtmana Skoropadského odmítala SS.  
Německé úřady UNV formovaný od podzimu 1944 nejdříve neuznávaly. Nakonec však díky Šandrukově neústupnosti zvítězila myšlenka vytvořit protiváhu vůči hnutí generála Vlasova ve formě ukrajinského osvobozeneckého hnutí. 
Jako kompromisní kandidát byl do čela výboru na nátlak Němců zvolen Pavlo Šandruk dne 12. března 1945. Jeho zástupci se stali Vladimír Michailovič Kubijovič (ukrajinsky Володи́мир Миха́йлович Кубійо́вич) a Alexandr Platonovič Semjeněnko (ukrajinsky Олекса́ндр Плато́нович Семе́ненко). Tajemníkem (sekretářem) výboru byl jmenován Petro Těrješčenko (ukrajinsky Петро Терещенко).  
| „                                                                           | Abychom poskytli možnost plné účasti v rozhodující fázi boje proti bolševismu a zavedení spravedlivého řádu do národnostních vztahů v Evropě, schvaluji Vámi vytvořený současný orgán – Ukrajinský národní výbor jako představitele lidu Ukrajiny. Prohlašuji: 1. UNV je jediným zástupcem ukrajinského lidu, uznaným německými úřady. 2. UNV má právo zastupovat životně důležité zájmy Ukrajiny a informovat o nich ve svých prohlášeních a manifestech. Po konečném rozhodnutí o otázce shromáždění těch Ukrajinců, kteří slouží v německé armádě, vynaložím veškeré úsilí k tomu, aby se všechny ukrajinské formace spojily a vytvořily Ukrajinskou osvobozeneckou armádu. | “ |
| — Alfred Rosenberg, uznání UNV jako představitele Ukrajiny, 12. března 1945 | |   |

## Činnost
UNV se tímto prohlášením stal představitelem Ukrajiny v Německé říši. Struktura výboru byla dána historií vzniku ukrajinského protibolševického hnutí. Semjeněnko zastupoval východní Ukrajinu, Šandruk jak staré petljurovské emigranty, tak obě frakce OUN (Melnyk a Bandera) a Kubijovič byl zástupcem haličských Ukrajinců. 
OUN však byla velmi opatrná v uzavírání dohod s prohrávající Třetí říší, a proto měla od roku 1944 svoji Ukrajinskou hlavní osvobozeneckou radu, která fungovala paralelně s UNV a orientovala se na spolupráci s USA a Velkou Británií. Dalším konkurentem v soupeření o uznání za jedinou politickou reprezentaci Ukrajiny zde byla také Všeukrajinská národní rada fungující od 5. října 1941. Pokusy o vytvoření společné organizace s UNV byly neúspěšné.
Ústředním tiskovým orgánem UNV byl deník Ukrajinská cesta (ukrajinsky Український Шлях), kterého vyšlo jen pět čísel.
Jedním z hlavních cílů UNV bylo vystavět nezávislou národní armádu. 15. března 1945 (17. března 1945) exilový prezident Andrej Mikolajevič Livickij (ukrajinsky Андрі́й Микола́йович Ліви́цький) jmenoval Pavlo Šandruka do čela Ukrajinské národní armády. Snahou UNV tak bylo vyvolat dojem legitimní oficiální síly a spojence Německa. Ve skutečnosti taktické velení útvarů spadalo pod německou kontrolu.
Dne 17. března 1945 vydal UNV své politické prohlášení.
| „ | Декларація Українського Національного Комітету Український Національний Комітет постав з волі Українського Громадянства, що перебуває в Німеччині і союзних з нею країнах. Створення Українського Національного Комітету є новою сторінкою в житті українського громадянства, що глибоко просякнуте любов'ю до Рідного Краю і хоче бачити його вільним від окупантів. Тому УНК приступає до створення Української Національної Армії, що має відновити боротьбу за українську державність. УНА, в українській уніформі, під українським національним прапором, освяченим попередньою боротьбою, під українським командуванням перебуватиме під ідеологічним і політичним проводом УНК. УНА буде складено передусім з тих українців, що є в складі німецької збройної сили та в інших військових та поліційних формаціях. Довгі роки життя в чужих кордонах, що ділили Край, витворили різницю в ідеї й чині. Це мусить зникнути в нашім спільнім марші до спільної мети. УНК хоче приспішити процес об'єднання українських душ. В своїй діяльності УНК буде співпрацювати з Національними Комітетами інших народів, поневолених большевиками, що теж боряться за свою свободу і незалежність так як ми. УНК зобов'язується виконувати свої обов'язки на користь українського громадянства якнайкраще. Це напевно буде осягнено, якщо кожний українець віддасть всі сили для спільної боротьби за спільну перемогу. Постій, 17 березня 1945. | Prohlášení Ukrajinského národního výboru Ukrajinský národní výbor byl zřízen z vůle ukrajinských občanů žijících v Německu a jeho spojeneckých zemích. Vytvoření Ukrajinského národního výboru je novou stránkou v životě ukrajinského občana, který je hluboce prodchnut láskou k vlasti a chce ji vidět osvobozenou od okupantů. Proto UNC začíná vytvářet Ukrajinskou národní armádu, která by měla obnovit boj za ukrajinskou státnost. UNA v ukrajinské uniformě, pod ukrajinskou státní vlajkou, posvěcenou předchozím bojem, pod ukrajinským velením, bude pod ideologickým a politickým vedením UNK. UNA bude složena především z těch Ukrajinců, kteří jsou součástí německých ozbrojených sil a dalších vojenských a policejních útvarů. Dlouhá léta života v cizích hranicích, která rozdělovala území, vytvořila rozdíl v myšlenkách a činech. Ty musí zmizet v našem společném pochodu ke společnému cíli. UNK chce urychlit proces sjednocování ukrajinských duší. Při své činnosti bude UNK spolupracovat s národními výbory dalších národů zotročených bolševiky, které také bojují za svou svobodu a nezávislost stejně jako my. UNK se zavazuje plnit své povinnosti ve prospěch ukrajinského lidu co nejlépe. To vše se uskuteční, pokud každý Ukrajinec dá všechny své síly do společného boje za vítězství. 17. března 1945 | “ |
| — Павло Шандрук, Генер. Штабу, Генерал-Пор.; проф. д-р В.Кубійович; д-р Олександер Семененко; інж. Петро Терещенко, 17 березня 1945 p. | | |   |

Náborem ukrajinských dělníků a emigrantů v té době pobývajících na území kontrolovaném Třetí říší mělo být zabráněno jejich návratu na sovětskou Ukrajinu a tím posílit nacionalistické hnutí. Cílem bylo zabránit budoucí německé vládě ustavené po porážce Třetí říše zacházet s nimi jako s nacistickými kolaboranty nebo lidmi bez státní příslušnosti, kteří by mohli být jednoduše vystěhováni zpět do SSSR.
Koncem dubna 1945 po bitvě o Berlín byla uzavřena kancelář UNK a další činnost výboru postrádala smysl. Jediným cílem UNV se pak stala snaha zabránit repatriacím do SSSR. 

## Organizace se stejným názvem
V padesátých a šedesátých letech 20. století existovala stejnojmenná organizace ukrajinského disentu. Jednalo se o velmi malou organizaci, která podle KGB měla 57 členů. Úkolem organizace byla propagandistická činnost a příprava ozbrojeného povstání.
V roce 2008 byl založen UNV jako meziregionální sdružení mládežnických veřejných organizací, které ve svých řadách sdružují národně-vlastenecké síly na základě společných zájmů a koordinuje jejich činnost.